# 萊昂·瓦蘭特
萊昂·路易·瓦蘭特（法語：Léon Louis Vaillant，1834年11月11日—1914年11月24日）是一名法國生物學家，以研究爬蟲兩棲類學、軟體動物學和魚類學最為知名。
1854年，他畢業於阿拉斯學院，隨後在巴黎攻讀醫學和動物學。1861年，他獲得醫學博士學位，之後又繼續跟隨亨利·米爾·愛德華學習動物學，並於1865年獲得自然科學學位。1875年，他成為巴黎自然史博物館的教授。
他對龜類和鱷魚的系統學及解剖學特別感興趣，也對爬蟲類的生理及行為研究貢獻良多。在他的200多篇科學著作中，有90篇是以爬蟲學為主題。